# Pływanie na Letnich Igrzyskach Olimpijskich 2008 – 200 m stylem zmiennym kobiet
200 m stylem zmiennym kobiet – jedna z konkurencji pływackich, które odbyły się podczas XXIX Igrzysk Olimpijskich. Eliminacje miały miejsce 11 sierpnia, półfinał 12 sierpnia, a finał konkurencji 13 sierpnia. Wszystkie etapy konkurencji przeprowadzone zostały na Pływalni Olimpijskiej w Pekinie.
Mistrzynią olimpijską została Australijka Stephanie Rice, ustanawiając w finale nowy rekord świata (2:08,45). Stała się także trzecią pływaczką w historii igrzysk olimpijskich, która zwyciężyła zarówno w konkurencji 200 jak i 400 m stylem zmiennym. Wcześniej dokonały tego Michelle Smith w 1996 roku i Jana Kłoczkowa w latach 2000 i 2004. Swoje trzecie srebro na igrzyskach w Pekinie zdobyła Kirsty Coventry reprezentująca Zimbabwe, z czasem 2:08,59 ustanawiając rekord Afryki. Brązowy medal wywalczyła Natalie Coughlin ze Stanów Zjednoczonych, uzyskując czas 2:10,34. Reprezentantka Polski Katarzyna Baranowska zajęła ósme miejsce, a w półfinale ustanowiła nowy rekord Polski (2:12,13).

## Terminarz
Wszystkie godziny podane są w czasie chińskim (UTC+08:00) oraz polskim (CEST).
| Data             | Godzina rozpoczęcia | Godzina rozpoczęcia |            |
| Data             | UTC+08:00           | CEST                |            |
| ---------------- | ------------------- | ------------------- | ---------- |
| 11 sierpnia 2008 | 19:41               | 13:41               | Eliminacje |
| 12 sierpnia 2008 | 11:26               | 05:26               | Półfinały  |
| 12 sierpnia 2008 | 12:10               | 06:10               | Dogrywka   |
| 13 sierpnia 2008 | 11:12               | 05:12               | Finał      |

## Rekordy
Przed zawodami rekord świata i rekord olimpijski wyglądały następująco:
| Rekord            | Zawodniczka    | Czas    | Miejsce | Data             |
| ----------------- | -------------- | ------- | ------- | ---------------- |
| Rekord świata     | Stephanie Rice | 2:08,92 | Sydney  | 25 marca 2008    |
| Rekord olimpijski | Jana Kłoczkowa | 2:10,68 | Sydney  | 19 września 2000 |

W trakcie zawodów ustanowiono następujące rekordy:
| Data        | Etap konkurencji | Zawodniczka     | Czas    | Rekord |
| ----------- | ---------------- | --------------- | ------- | ------ |
| 12 sierpnia | półfinał 1       | Kirsty Coventry | 2:09,53 | OR     |
| 13 sierpnia | finał            | Stephanie Rice  | 2:08,45 | ,      |

## Wyniki

### Eliminacje
| Miejsce | Wyścig | Tor | Zawodniczka             | Państwo           | Czas      | Uwagi |
| ------- | ------ | --- | ----------------------- | ----------------- | --------- | ----- |
| 1.      | 4      | 3   | Alicia Coutts           | Australia         | 2:11,55   | Q     |
| 2.      | 4      | 4   | Katie Hoff              | Stany Zjednoczone | 2:11,58   | Q     |
| 3.      | 3      | 4   | Natalie Coughlin        | Stany Zjednoczone | 2:11,63   | Q     |
| 4.      | 5      | 3   | Hannah Miley            | Wielka Brytania   | 2:11,72   | Q     |
| 5.      | 3      | 6   | Julie Hjorth-Hansen     | Dania             | 2:11,99   | Q     |
| 6.      | 5      | 4   | Stephanie Rice          | Australia         | 2:12,07   | Q     |
| 7.      | 4      | 5   | Camille Muffat          | Francja           | 2:12,16   | Q     |
| 8.      | 5      | 5   | Kirsty Coventry         | Zimbabwe          | 2:12,18   | Q     |
| 9.      | 3      | 2   | Asami Kitagawa          | Japonia           | 2:12,47   | Q     |
| 9.      | 5      | 6   | Katarzyna Baranowska    | Polska            | 2:12,47   | Q     |
| 11.     | 5      | 2   | Evelyn Verrasztó        | Węgry             | 2:12,52   | Q     |
| 12.     | 3      | 1   | Li Jiaxing              | Chiny             | 2:12,53   | Q     |
| 13.     | 3      | 7   | Julia Wilkinson         | Kanada            | 2:12,56   | Q     |
| 14.     | 3      | 5   | Mireia Belmonte García  | Hiszpania         | 2:12,75   | Q     |
| 15.     | 3      | 3   | Keri-Anne Payne         | Wielka Brytania   | 2:12,78   | Q     |
| 16.     | 4      | 1   | Svetlana Karpeeva       | Rosja             | 2:12,94   | Q     |
| 17.     | 4      | 8   | Katinka Hosszú          | Węgry             | 2:13,05   |       |
| 18.     | 5      | 1   | Helen Norfolk           | Nowa Zelandia     | 2:13,50   |       |
| 19.     | 5      | 7   | Erica Morningstar       | Kanada            | 2:14,11   |       |
| 20.     | 4      | 6   | Qi Hui                  | Chiny             | 2:14,25   |       |
| 21.     | 4      | 2   | Cylia Vabre             | Francja           | 2:14,34   |       |
| 22.     | 2      | 7   | Joanna Maranhão         | Brazylia          | 2:14,97   |       |
| 23.     | 2      | 1   | Sara Nordenstam         | Norwegia          | 2:15,13   | NR    |
| 24.     | 2      | 2   | Choi Hye-Ra             | Korea Południowa  | 2:15,26   |       |
| 25.     | 2      | 3   | Anja Klinar             | Słowenia          | 2:15,39   |       |
| 26.     | 2      | 5   | Jessica Pengelly        | Południowa Afryka | 2:15,80   |       |
| 27.     | 3      | 8   | María Peláez            | Hiszpania         | 2:15,97   |       |
| 28.     | 2      | 6   | Femke Heemskerk         | Holandia          | 2:16,28   |       |
| 29.     | 2      | 8   | Siow Yi Ting            | Malezja           | 2:17,11   |       |
| 30.     | 4      | 7   | Katharina Schiller      | Niemcy            | 2:18,00   |       |
| 31.     | 1      | 6   | Hanna Dzerkal           | Ukraina           | 2:18,25   |       |
| 32.     | 1      | 2   | Erika Stewart           | Kolumbia          | 2:18,54   | NR    |
| 33.     | 1      | 3   | Sherry Tsai             | Hongkong          | 2:18,91   |       |
| 34.     | 5      | 8   | Sonja Schöber           | Niemcy            | 2:20,18   |       |
| 35.     | 1      | 4   | Erla Dögg Haraldsdóttir | Islandia          | 2:20,53   |       |
| 36.     | 1      | 7   | Lin Man-hsu             | Chińskie Tajpej   | 2:23,29   |       |
| 37.     | 2      | 4   | Georgina Bardach        | Argentyna         | 2:25,74   |       |
| 38.     | 1      | 1   | Fibriani Ratna Marita   | Indonezja         | 2:28,18   |       |
| 39. !   | 1      | 5   | Maroua Mathlouthi       | Tunezja           | 9:99,99 ! | DNS   |

### Półfinały

#### Półfinał 1
| Miejsce | Tor | Zawodniczka            | Państwo           | Czas    | Uwagi |
| ------- | --- | ---------------------- | ----------------- | ------- | ----- |
| 1       | 6   | Kirsty Coventry        | Zimbabwe          | 2:09,53 | Q,    |
| 2       | 3   | Stephanie Rice         | Australia         | 2:10,58 | Q     |
| 3       | 4   | Katie Hoff             | Stany Zjednoczone | 2:10,90 | Q     |
| 4       | 2   | Katarzyna Baranowska   | Polska            | 2:12,13 | Q,    |
| 5       | 5   | Hannah Miley           | Wielka Brytania   | 2:12,35 |       |
| 6       | 8   | Svetlana Karpeeva      | Rosja             | 2:13,26 |       |
| 7       | 1   | Mireia Belmonte García | Hiszpania         | 2:13,45 |       |
| 8       | 7   | Li Jiaxing             | Chiny             | 2:13,47 |       |

#### Półfinał 2
| Miejsce | Tor | Zawodniczka         | Państwo           | Czas    | Uwagi |
| ------- | --- | ------------------- | ----------------- | ------- | ----- |
| 1.      | 5   | Natalie Coughlin    | Stany Zjednoczone | 2:11,84 | Q     |
| 2.      | 1   | Julia Wilkinson     | Kanada            | 2:12,03 | Q     |
| 2.      | 4   | Alicia Coutts       | Australia         | 2:12,03 | Q     |
| 4.      | 2   | Asami Kitagawa      | Japonia           | 2:12,18 | QSO   |
| 4.      | 7   | Evelyn Verrasztó    | Węgry             | 2:12,18 | QSO   |
| 6.      | 3   | Julie Hjorth-Hansen | Dania             | 2:12,26 |       |
| 7.      | 6   | Camille Muffat      | Francja           | 2:12,36 |       |
| 8.      | 8   | Keri-Anne Payne     | Wielka Brytania   | 2:14,14 |       |

#### Dogrywka (swim-off)
| Miejsce | Tor | Zawodniczka      | Państwo | Czas    | Uwagi |
| ------- | --- | ---------------- | ------- | ------- | ----- |
| 1       | 5   | Asami Kitagawa   | Japonia | 2:12,02 | Q     |
| 2       | 4   | Evelyn Verrasztó | Węgry   | 2:14,96 |       |

### Finał
| Miejsce | Tor | Zawodniczka          | Państwo           | Czas    | Uwagi |
| ------- | --- | -------------------- | ----------------- | ------- | ----- |
| 1. !    | 5   | Stephanie Rice       | Australia         | 2:08,45 | ,     |
| 2. !    | 4   | Kirsty Coventry      | Zimbabwe          | 2:08,59 | AF    |
| 3. !    | 6   | Natalie Coughlin     | Stany Zjednoczone | 2:10,34 |       |
| 4.      | 3   | Katie Hoff           | Stany Zjednoczone | 2:10,68 |       |
| 5.      | 2   | Alicia Coutts        | Australia         | 2:11,43 |       |
| 6.      | 8   | Asami Kitagawa       | Japonia           | 2:11,56 |       |
| 7.      | 7   | Julia Wilkinson      | Kanada            | 2:12,43 |       |
| 8.      | 1   | Katarzyna Baranowska | Polska            | 2:13,36 |       |